# Gastronomiefachmann
Gastronomiefachmann/frau ist in Österreich die offizielle Bezeichnung für einen anerkannten Beruf bzw. Lehrberuf im Gastgewerbe. Gastronomiefachleute sind sowohl für den Einsatz in der Küche als auch im Service ausgebildet und einsetzbar. Dadurch unterscheiden sich Beruf und Ausbildung wesentlich von der nur zweijährigen Ausbildung zur Fachkraft im Gastgewerbe in Deutschland.

## Berufsbild
Die Einsatzorte von Gastronomiefachleuten sind breit gefächert, so sind sie in Gaststätten, Restaurants, Caféhäusern, Bars, Hotels oder bei Catering-Unternehmen tätig. Je nach Art und Größe des Betriebes arbeiten sie gemeinsam mit Fach- und Hilfskräften zusammen, z. B. mit Restaurantfachleuten, Köchen, Hotel- und Gastgewerbeassistenten und Küchengehilfen.
Im Bereich der Küche sind sie für die Zubereitung verschiedenster Speisen zuständig. Im Servicebereich arbeiten sie vor allem in Gasträumen oder -gärten gastronomischer Betriebe. Weitere Aufgaben sind das Erstellen von Speise- und Getränkekarten, Dekoration der Tische, Empfang und Bedienung der  Gäste sowie Kassier- und Abrechnungstätigkeiten. Bei selbständiger Berufsausübung stehen Organisations- oder auch Einkaufstätigkeiten im Vordergrund.

## Ausbildung
In Österreich werden Lehrlinge vier Jahre im dualen System an Berufsschulen und in Lehrbetrieben der Gastronomie ausgebildet. Die Ausbildungsinhalte entsprechen den Tätigkeiten des Berufsbildes. So erwerben Lehrlinge theoretische und praktische Kenntnisse und Fähigkeiten über das Gastgewerbe, über die sie am Ausbildungsende die Lehrabschlussprüfung ablegen. Eine bestandene Prüfung ersetzt auch den Lehrabschluss im Beruf Restaurantfachmann und Koch. Abschlüsse in sogenannten verwandten Lehrberufen, wie Systemgastronomiefachmann oder Konditor können mit verkürzter Lehrzeit erreicht werden. Viele Institutionen bieten Weiterbildungskurse – beispielsweise zum „Food & Beverage Manager“ oder Bankettmanager – an. 
Für den Zugang zu Höherqualifizierungen an Kollegs, Fachhochschulen und Universitäten benötigt man meist die Berufsmatura (Berufsreifeprüfung), die sich aus der Lehrabschlussprüfung und vier weiteren Prüfungen zusammensetzt. Weiters wird die Ausbildung zum Werkmeister für Lebensmitteltechnologie angeboten.